# Yūsuke Fujimoto
Yūsuke Fujimoto (jap. 藤本祐介 Fujimoto Yūsuke; ur. 22 lipca 1975 w Kioto) – japoński kickbokser wagi ciężkiej, w latach 2000–2010 zawodnik K-1. Dwukrotny zwycięzca K-1 GP Azji.

## Kariera sportowa
W K-1 zadebiutował w styczniu 2000 roku na gali K-1 Rising, wygrywając z Masanobu Yamanaką przez techniczny nokaut. Pierwszy poważny sukces osiągnął w 2003 roku, gdy został finalistą GP Japonii. W ostatniej walce przegrał po dodatkowej rundzie z Musashim. W 2005 roku zajął drugie miejsce w WGP na Hawajach (w finale przegrał z Garym Goodridgem).
W czerwcu 2006 roku wygrał swój pierwszy turniej K-1 – triumfował w GP Azji w Seulu. Sukces ten powtórzył rok później, gdy wygrał turniej w Hongkongu. Dwukrotnie bezskutecznie próbował zakwalifikować się do finału K-1 World GP. W 2006 roku w walce eliminacyjnej w Osace został znokautowany przez Ernesto Hoosta, a w 2007 roku w Seulu przez Jun’ichi Sawayashiki. 
W 2007 roku wziął udział w 4-osobowym turnieju, którego stawką było pierwsze w historii mistrzostwo K-1 w wadze ciężkiej (do 100 kg). W półfinale znokautował kopnięciem okrężnym w głowę Musashiego. 28 kwietnia w Honolulu w walce finałowej został jednak w ten sam sposób znokautowany przez Badra Hariego. 
Karierę zakończył w 2010 roku. W pożegnalnej walce podczas Finału K-1 World GP przegrał przez nokaut (niskie kopnięcie) z mistrzem It’s Showtime w wadze ciężkiej Hesdy Gergesem.

## Osiągnięcia
- 2007: K-1 World GP w Hongkongu (GP Azji) – 1. miejsce
- 2006: K-1 World GP w Seulu (GP Azji) – 1. miejsce
- 2005: K-1 World GP na Hawajach – 2. miejsce
- 2003: K-1 Survival 2003 (GP Japonii) – 2. miejsce